# Rasmus Rask
Rasmus Kristian Rask (n. 22 noiembrie 1787, Brændekilde⁠(d), regiunea Syddanmark, Danemarca – d. 14 noiembrie 1832, Copenhaga, Danemarca), născut Rasmus Christian Nielsen Rasch (n. 22 noiembrie 1787 - d. 14 noiembrie 1832), a fost un lingvist și filolog danez.
A scris mai multe lucrări de gramatică și de morfologie și fonologie comparată, fiind considerat întemeietorul lingvisticii comparative.
A încercat, ca și Franz Bopp, să descrie limba proto-indoeuropeană. Dar, spre deosebire de lingvistul german (care a studiat limbile: sanscrită, lituaniană, slavă, gotică, celtică și armeană), Rask a pornit de la limbile islandeză, cele scandinave pe care apoi le compară cu greaca, latina, lituaniana, armeana și altele.